# Victoriopisa atlantica
Victoriopisa atlantica is een vlokreeftensoort uit de familie van de Eriopisidae. De wetenschappelijke naam van de soort is voor het eerst geldig gepubliceerd in 1981 door Stock & Platvoet.